# Sexy Folies
Sexy Folies va ser un programa de televisió francès emès per Antenne 2 de 1986 a 1987 i que fou presentat per Catherine Belkhodja, Mireille Dumas, France Roche i Sylvain Augier. Ideat per Pascale Breugnot, es tractava d'un programa de revista sensual de caràcter mensual on France Roche dona consells als espectadors perquè no tinguin por a certes pràctiques amoroses. Al final del programa alguns membres del públic feien un striptease en directe. Li fou atorgat un dels Premis Ondas 1986.